# Kreuzbichl (Gemeinde Bad Hofgastein)
Kreuzbichl ist eine Rotte in der Marktgemeinde Bad Hofgastein im österreichischen Bundesland Salzburg.

## Geografie

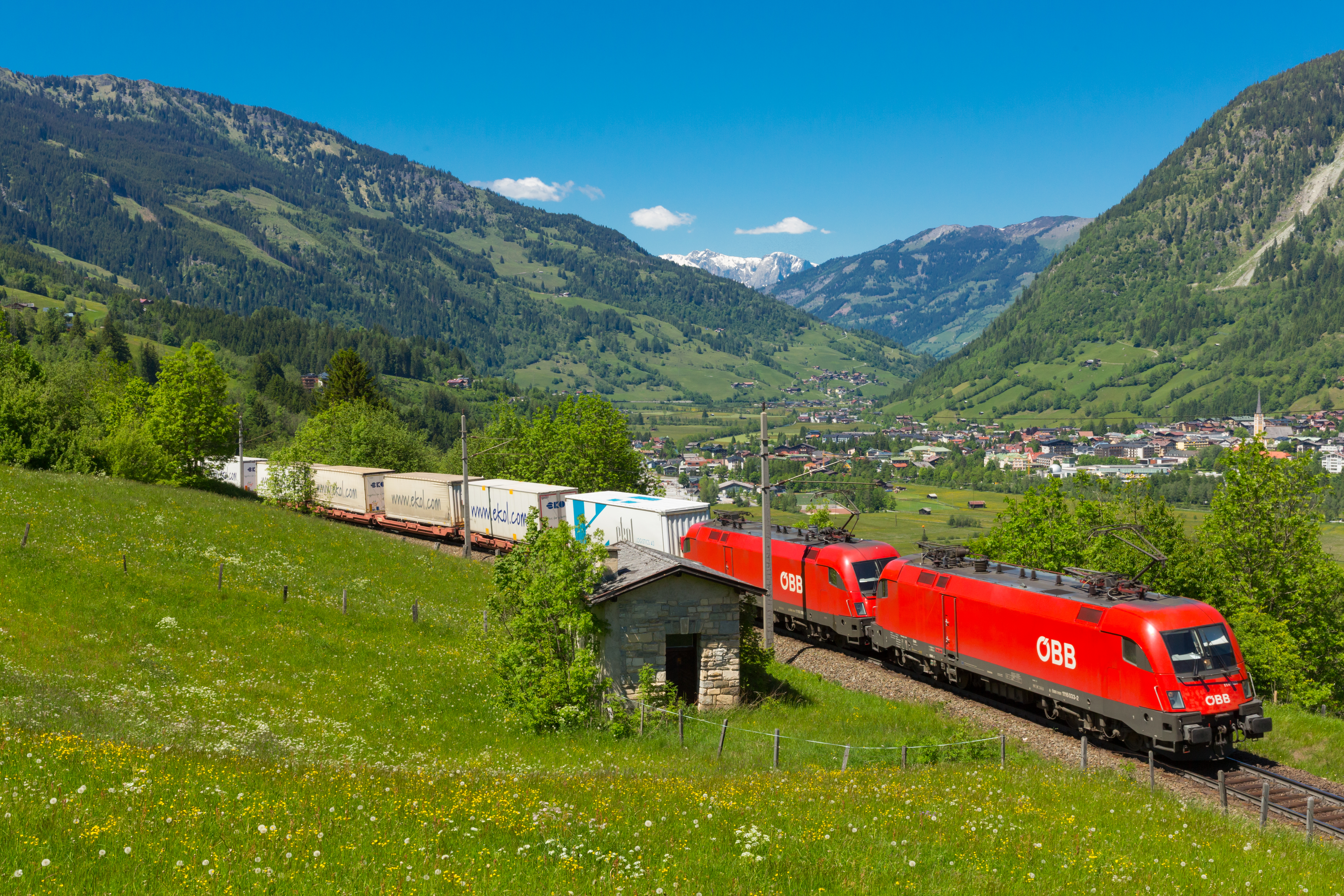
Güterzug der Tauernbahn bei Kreuzbichl

Die Rotte Kreuzbichl gehört zur Ortschaft Anger und zur Katastralgemeinde Vorderschneeberg. Direkt östlich von Kreuzbichl verläuft die Strecke der Tauernbahn. Etwas weiter nördlich der Siedlung fließt der Schloßbach. Im Ort wurde der Dreizehenspecht (Picoides tridactylus) beobachtet.

## Geschichte
Im von 1823 bis 1830 erstellten Franziszeischen Kataster sind im Bereich der Rotte mehrere Gebäude verzeichnet, darunter der Hof Bremstall.

## Kultur
Zu den in Kreuzbichl aktiven zahlreichen Krampus-Gruppen („Passen“) des Gasteinertals zählen der 1997 gegründete Wuschz’n-Pass, der 2006 gegründete Patzberg-Pass, der 2009 gegründete Nösslach-Pass, der 2010 gegründete Groyer-Pass und der ebenfalls 2010 gegründete Klämpferer-Pass.

## Infrastruktur
Die Siedlung ist über die Bushaltestelle Bad Hofgastein Kreuzbichl an den öffentlichen Verkehr angeschlossen.